# الدجاجة الآلية (مسلسل)
الدجاجة الآلية (بالإنجليزية: Robot Chicken) مُسلسل إيقاف الحركة كوميدي أمريكي. من إعداد سيث غرين و ماثيو سينريتش يعرض على قناة «ادلت سويم» منذ 20 فبراير، 2005. حصل المسلسل على جائزة آني و اربع جوائز إيمي.

## الحلقات

### نظرة عامة
| الموسم | الموسم     | عدد الحلقات | تاريخ العرض                | تاريخ العرض                |
| الموسم | الموسم     | عدد الحلقات | أول عرض                    | اخر عرض                    |
| ------ | ---------- | ----------- | -------------------------- | -------------------------- |
|        | 1          | 20          | 20 فبراير، 2005            | 18 يوليو، 2005             |
|        | 2          | 20          | 2 أبريل، 2006              | 19 نوفمبر، 2006            |
|        | 3          | 20          | 12 أغسطس، 2007             | 5 أكتوبر، 2008             |
|        | 4          | 20          | 7 ديسمبر، 2008             | 6 ديسمبر، 2009             |
|        | 5          | 20          | 12 ديسمبر، 2010            | 15 يناير، 2012             |
|        | 6          | 20          | 16 سبتمبر، 2012            | 17 فبراير، 2013            |
|        | 7          | 20          | 13 أبريل، 2014             | 17 أغسطس، 2014             |
|        | 8          | 20          | 25 أكتوبر، 2015            | 15 مايو، 2016              |
|        | 9          | 20          | 10 ديسمبر، 2017            | 22 يوليو، 2018             |
|        | 10         | 20          | 30 سبتمبر، 2019            | 27 يوليو، 2020             |
|        | حلقات خاصة | حلقات خاصة  | 2005, 2007–2010, 2012–2015 | 2005, 2007–2010, 2012–2015 |

## المشاهد المتكررة
بعض أهم المشاهد المتكررة:
- بلوبيرز - محاكاة ساخرة لبرنامج أميركاز فانيست هوم فيديوز.
- دي سي كومكس - مشاهد متعددة لشخصيات من مجلات دي سي كومكس المصورة.
- جي آي جو - مشاهد متعددة لشخصيات فريق جي آي جو و فريق الكوبرا.
- ذا نيرد - مشاهد متعددة لطالب اخرق في المدرسة المتوسطة.[2]
- تم الغاء مُسلسل الدجاجة الآلية - مشاهد ساخرة يظهر فيها رئيس قناة آدلت سويم ويعلن عن إلغاء المُسلسل.
- تم تجديد مُسلسل الدجاجة الآلية - تعرض عند بداية الموسم الجديد، مشاهدة ساخرة تتحدث عن تجديد المسلسل لموسم آخر.
- ستروبيري شورت كيك - مشاهد ساخرة، لشخصية الرسوم المتحركة لستروبيري شورت كيك.
- ستار تريك - مشاهد متعددة لشخصيات سلسلة افلام ستار تريك.
- اين هم الآن - مشاهد ساخرة يظهر بها مايكل مور ليتحدث عن مشاهير قدماء وماذا يفعلون الآن.

## طاقم أداء الأصوات

### الشخصيات الرئيسية
- جوردن آلين-دوتن
- كاندانس بايلي
- أبراهام بينروبي
- رايتشيل بلوم
- أليكس بورستين
- ليا كيفولي
- راشيل لي كوك
- هيو دافيدسون
- مايكي داي
- إيدن إسبينوزا
- دونالد فيزن
- تمارا غارفيلد
- سارة ميشيل غيلار
- دوغلاس غولدستين
- جينيفر غودين
- كلير غرانت
- سيث غرين
- جايمي كيلار
- ميلا كونيس
- جوردن لاد
- سيث ماكفارلن
- بريكين ماير
- دان ميلانو
- تشاد مورغان
- توم روت
- ماثيو سينريتش
- كيفن شينيك
- إيمي سمارت
- آدم تابوت
- إيريك وينير
- زيب والس
- فيكتور يريد

### ضيوف مشاهير
- 50 سنت
- سكوت أدسيت
- مالين أكرمان
- لورين أمبروز
- جيليان أندرسون
- فريد آرميسين
- شون أستين
- كيفين بيكن
- ديورا بايرد
- إليزابيث بانكس
- جوناثان بانكس
- شون بين
- كريستين بيل
- ليك بيل
- جون بيرنثال
- ميغان بون
- واين برادي
- إيمي برينمان
- جوردانا بروستر
- أليسون بري
- كلانسي براون
- بروس كامبل
- تيشا كامبل مارتن
- جينيفر كاربنتر
- لاسي تشابيرت
- سارة تشالك
- كيلي شاندلر
- كريستين تشينوويث
- مايكل تشيكلس
- إيمانويل الشريكي
- إميليا كلارك
- ديابلو كودي
- ديف كولير
- براين كرانستون
- تشيس كراوفورد
- ماكولي كولكين
- آلان كومينغ
- ألكسندرا داداريو
- هيو دانسي
- كيث ديفيد
- روزاريو دوسن
- كات دينينجز
- كريس ديامانتوبولوس
- نينا دوبراف
- سنوب دوغ
- كلارك دوك
- زاك إيفرون
- سام إليوت
- كريس إيفانز
- ديفيد فاوستينو
- جون فافرو
- ميغيل فيرير
- ناثان فيليون
- ريجي فيس-إميه
- كاري فيشر
- كاليستا فلوكهارت
- بن فوستر
- ميغان فوكس
- مارتن فريمان
- بيتر غالاغر
- جيني جارث
- كارين جيلان
- ووبي غولدبرغ
- زاكاري جوردون
- لوكاس غرابيل
- توفر غريس
- براين أوستن غرين
- جودي جرير
- ميلاني جريفيث
- غريغ غرونبرغ
- آنا غان
- كاثرين هان
- مارك هاميل
- جون هام
- كولن هانكس
- أليسن هانيغان
- دانييل هاريس
- نيل باتريك هاريس
- ميليسا جوان هارت
- ديفيد هاسيلهوف
- إيثان هوك
- هيو هيفنر
- توم هيدليستون
- هولك هوجان
- نيكولاس هولت
- كيلي هو
- فانيسا هادجنز
- سارة هايلاند
- ذي آيرون شيك
- جيليان جاكوبس
- أليسون جاني
- فامك جانسن
- كين جونغ
- سكارليت جوهانسون
- رشيدة جونز
- سونغ كانغ
- أرييل كيبيل
- كشا
- كيغان-مايكل كي
- فال كيلمر
- جيمي كيميل
- جايمي كينغ
- جوي كينغ
- جيني كراكوسكي
- جون كراسينسكي
- كريستين كريوك
- تي جاي لافين
- ستان لي
- أشتون كوتشر
- زاكري ليفي
- كرستوفر لويد
- جورج لوكاس
- لوداكريس
- رالف ماتشيو
- جينا مالون
- كايت مارا
- جيمس مارسدن
- جورج ر. ر. مارتن
- جينيت مكوردي
- مالكولم ماكدويل
- جوليان مكماهون
- آر جي مت
- ألفريد مولينا
- بات موريتا
- ديفيد مورس
- أوليفيا مون
- كونان أوبراين
- كريس أودونيل
- ساندرا أوه
- ماسي أوكا
- ديفيد أويلو
- أدرياني باليكي
- هايدن بانتير
- آرون بول
- جوردان بيل
- سايمون بيج
- رون بيرلمان
- كريس باين
- رودي بايبر
- زاكري كوينتو
- دانيال رادكليف
- جيرمي رينر
- بيرت رينولدز
- جيوفاني ريبيسي
- كريستين ريتر
- آناصوفيا روب
- سيرشا رونان
- تيم روث
- بول رود
- جيري ريان
- بوب ساجيت
- ويل ساسو
- ييف شرايبر
- ادم سكوت
- عليا شوكت
- داكس شيبرد
- ساره سلفرمان
- جين سيمونس
- جي كي سيمونز
- كريستين سلاتر
- بريندا سونغ
- ماري ستينبرجن
- جون ستيوارت
- باتريك ستيوارت
- إيما ستون
- جيسون سوديكس
- جورج تاكي
- تشارليز ثيرون
- لي تومبسن
- كورتني ثورن سميث
- بيلي بوب ثورنتون
- آشلي تيسديل
- تربل إتش
- ستانلي توكسي
- ألن توديك
- روبن توني
- جين كلود فان دام
- ميلو فينتميليا
- باتريك واربورتون
- بورت وورد
- آدم ويست
- أوليفيا وايلد
- بيلي دي ويليامز
- مايسي ويليامز
- رومر ويليس
- هنري وينكلر
- إليجاه وود
- إيفان رايتشل وود
- جيفري رايت
- بيلي زين

## البث حول العالم
- بُث مُسلسل الدجاجة الآلية في  المملكة المتحدة و  أيرلندا الشمالية على قناة «برافو», ثم بث لاحقا على قناة فوكس في خريف 2015.
- بُث مُسلسل الدجاجة الآلية في  كندا على قناة «آدلت سويم/كندا» وقناة «تيليتون».
- بُث مُسلسل الدجاجة الآلية في  هولندا على قناة «كوميدي سنترال/هولندا» في فبراير 2014.
- بُث مُسلسل الدجاجة الآلية في  الوطن العربي على قناة «كرتون نتورك بالعربية/العربية» في فبراير 2020.

## الإصدار المنزلي
| العنوان       | تاريخ الإصدار   | تاريخ الإصدار   | تاريخ الإصدار   | الحلقات | عدد الأقراص |
| العنوان       | منطقة 1         | منطقة 2         | منطقة 4         | الحلقات | عدد الأقراص |
| ------------- | --------------- | --------------- | --------------- | ------- | ----------- |
| الموسم الأول  | 28 مارس، 2006   | 29 سبتمبر، 2008 | 4 أبريل، 2007   | 1–20    | 2           |
| الموسم الثاني | 4 سبتمبر، 2007  | 28 سبتمبر، 2009 | 11 نوفمبر، 2007 | 21–40   | 2           |
| الموسم الثالث | 7 أكتوبر،2008   | 25 يناير، 2010  | 3 ديسمبر، 2008  | 41–60   | 2           |
| الموسم الرابع | 15 ديسمبر، 2009 | 30 أغسطس، 2010  | 2 ديسمبر، 2009  | 61–80   | 2           |
| الموسم الخامس | 25 أكتوبر، 2011 | يعلن لاحقاً      | 30 نوفمبر، 2011 | 81–100  | 2           |
| الموسم السادس | 8 أكتوبر، 2013  | يعلن لاحقاً      | 20 نوفمبر، 2013 | 101–120 | 2           |
| الموسم السابع | 21 يوليو، 2015  | يعلن لاحقاً      | 16 سبتمبر، 2015 | 121–139 | 2           |

## وصلات خارجية
- RobotChicken.com - الموقع الرسمي
- الدجاجة الآلية على AdultSwim.com
- الدجاجة الآلية على موقع IMDb (الإنجليزية)
- الدجاجة الآلية على موقع ميتاكريتيك (الإنجليزية)
- الدجاجة الآلية على موقع روتن توميتوز (الإنجليزية)
- الدجاجة الآلية على موقع ميوزك برينز (الإنجليزية)
- الدجاجة الآلية على موقع فيلمافينيتي (الإسبانية)
- الدجاجة الآلية على موقع كينوبويسك (الروسية)
- الدجاجة الآلية على موقع ألو سيني (الفرنسية)
- الدجاجة الآلية على موقع قاعدة بيانات الفيلم (الإنجليزية)
- Robot Chicken في قاعدة بيانات الرسوم المتحركة الكبيرة
- Robot Chicken – Star Wars Review at Variety.com